# Migdałek podniebienny
Migdałek podniebienny (łac. Tonsilla palatina) – parzysty migdałek (elipsoidalne skupienie tkanki limfatycznej) wchodzący w skład pierścienia chłonnego okołogardłowego.
Migdałki podniebienne znajdują się w obrębie cieśni gardzieli, na bocznej jej ścianie. Znajdują się one pomiędzy żagielkiem podniebiennym i korzeniem języka.
Przeżuwacze posiadają zatokę migdałkową, w której pośród mięśniówki ściany gardła leży ten migdałek. Cechuje się on 3 lejkowatymi ujściami nazywanymi dołeczkami migdałkowymi. W przypadku bydła domowego jest to narząd o rozmiarach orzecha włoskiego. Migdałek ten nie występuje u świni. Migdałek podniebienny konia osiąga długość 10–12 cm i szerokość 2 cm, występuje jako zgrubienie o licznych mieszkach. Leży do przodu od łuku podniebienno-językowego, do tyłu zaś od podstawy chrząstki nagłośni i fałdu językowo-nagłośniowego. Drapieżne mają migdałki podniebienne umiejscowione w dołeczku migdałkowym. U człowieka osiąga wymiary 1 x 2 cm.